# Fixatie (zorg)

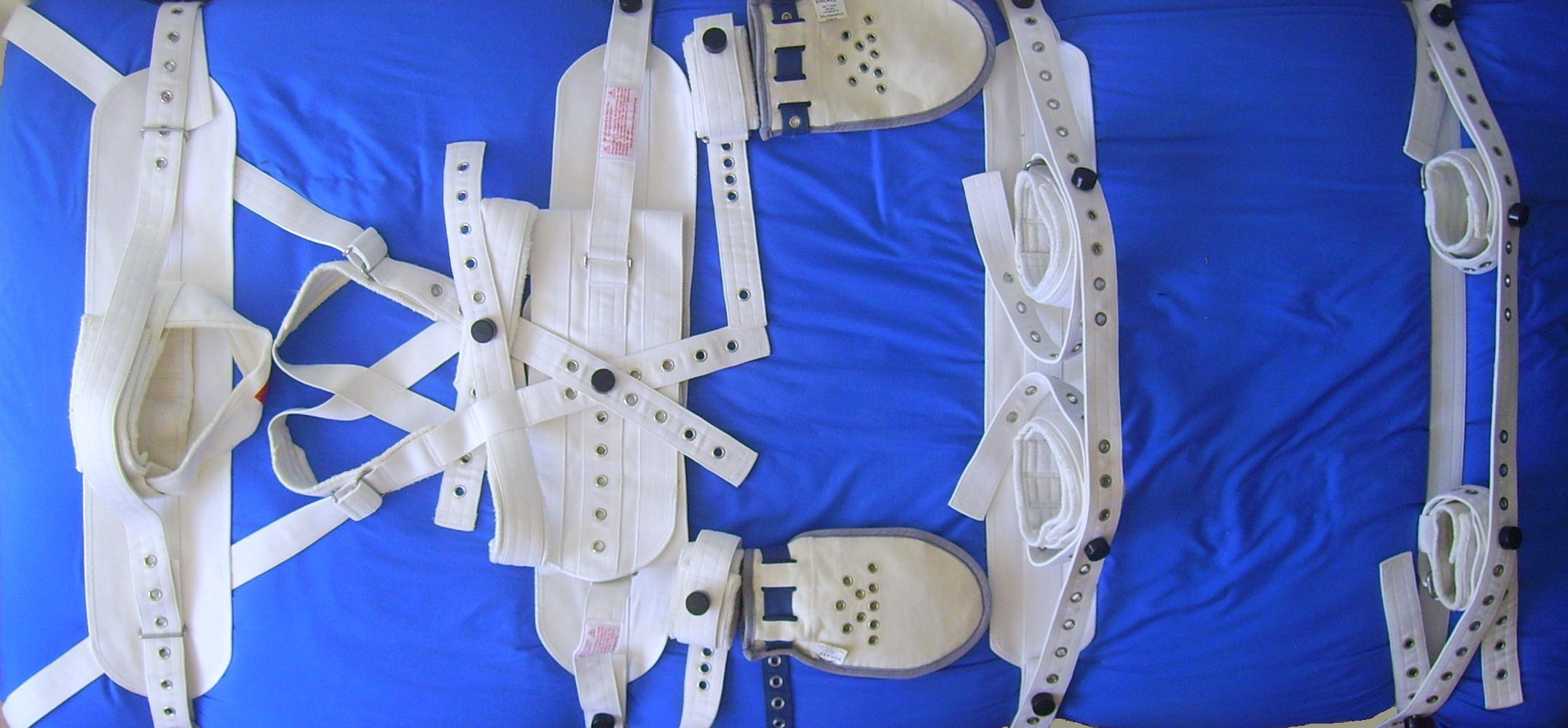
Assortiment van bedfixatie, van de Brefixvariant. Van links naar rechts: de bed-buikband, bedhes, handschoenen, bed-buikband met polsbandjes, bedband met enkelfixatie.

Met fixatie wordt binnen verschillende werkvelden in zorg en welzijn, in het bijzonder in de psychiatrie, de zorg voor verstandelijk gehandicapten en de ouderenzorg, het op enigerlei wijze beperken van de bewegingsmogelijkheden van een patiënt verstaan. Anders dan vaak wordt gedacht, gaat het hierbij niet alleen om vastbinden of stevig vasthouden, maar om alle vormen van inperking. 
In Nederland moeten sinds 2020 deze maatregelen bij mensen met een verstandelijke beperking, of mensen met dementie volgens de Wet zorg en dwang zijn overlegd met de zorgverantwoordelijke en vastgelegd in het zorgplan. Voor mensen opgenomen in de psychiatrie geldt de Wet bijzondere opnemingen in psychiatrische ziekenhuizen waar patiënten toestemming voor het gebruik zelf vast kunnen leggen in een eigen plan van aanpak, een zorgkaart of een zelfbindingsverklaring. In beide wetten in een noodmaatregel bepaald, waarmee in geval van nood en het ontbreken van afspraken op schrift alsnog ingegrepen kan worden. Het uitgangspunt is hierbij dat als verplichte zorg noodzakelijk is, de minst ingrijpende vormen van dwang worden ingezet en daarna zo snel mogelijk weer worden afgebouwd.
Fixatie kan alleen een uiterst middel zijn om gevaar af te wenden of ernstige nadelen voor de gezondheid te voorkomen en moet altijd op de minst ingrijpende wijze worden uitgevoerd.

## Geschiedenis

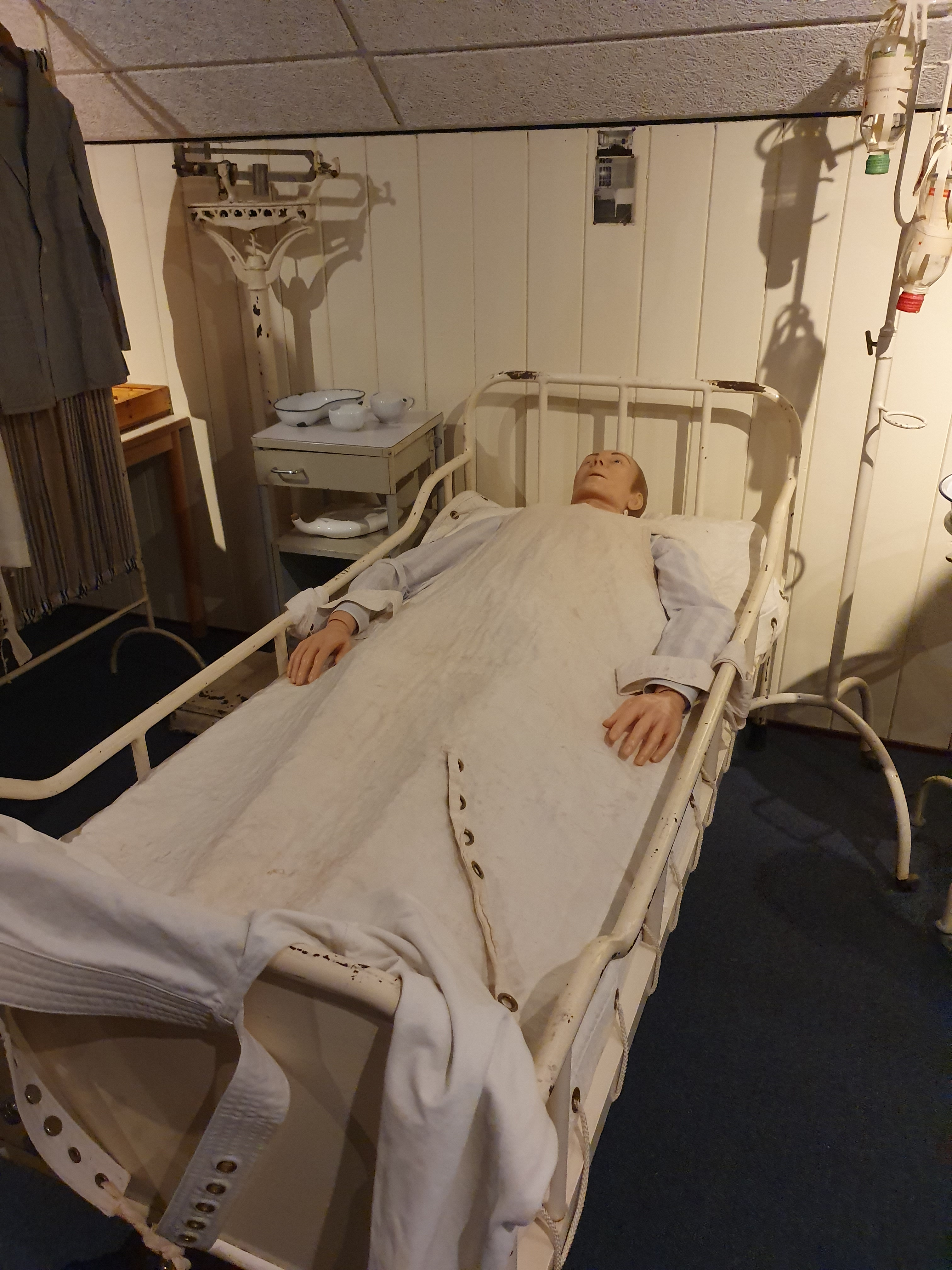
Spanzeil met pop als voorbeeld, uit het museum in Assen.

De eerste vormen van fixatie werden toegepast in de dolhuizen. Naast het opsluiten van patiënten, werd gebruikgemaakt van dwangmiddelen zoals ijzeren beugels om iemand aan een bank of muur te bevestigen. Op een dwangstoel werden de benen vastgebonden, terwijl de armen zo werden vastgemaakt dat ze naar achteren konden worden getrokken. Wie beet kreeg een ijzeren beugel in de mond.
In de negentiende eeuw werden onder invloed van de industrialisatie verschillende "machines" ontworpen om krankzinnigen te fixeren. In Nederland kwam in 1841 de "Krankzinnigenwet" tot stand. Dit zorgde voor een verbetering van de zorg: ijzeren dwangmiddelen werden vervangen door leren dwangbuizen en riemen.
Begin twintigste eeuw werd in de psychiatrie fixatie op verschillende manieren toegepast:
- separatie (vaak voor lange tijd): bij zeer agressieve patiënten
- gebruik van zeer zware slaapmiddelen of opiaten, met als nadeel de kans op verslaving
- spanzeil: gelegen op een bed werd een spanzeil gespannen over de patiënt zodat alleen zijn hoofd nog zichtbaar was. Het zeil werd onder het bed vastgemaakt.
- dwangjack: jacks met doorlopende mouwen of met mouwen die men op de rug kon binden.
- droge of natte wikkeling: het gehele lichaam werd in droge of natte doeken gewikkeld. Daaromheen ging een hoes die met touwtjes op de rug werd vastgebonden.

Fixatie en andere dwang mogen daarom in Nederland niet worden toegepast zonder nadrukkelijke toestemming van de patiënt of diens wettelijke vertegenwoordiger. De uitzonderingen daarop werden tot 2020 geregeld in de middelen en maatregelen vastgelegd in de Wet bijzondere opnemingen in psychiatrische ziekenhuizen (Bopz) en het Besluit middelen en maatregelen Bopz, of een maatregel van een arts gebaseerd op de Wet op de Geneeskundige Behandelingsovereenkomst (WGBO).
Op 1 januari 2020 werd de Wet Bopz vervangen door de Wet verplichte geestelijke gezondheidszorg (Wvggz) voor mensen met een psychische aandoening en de Wet zorg en dwang (Wzd) voor mensen met een verstandelijke beperking of met een psychogeriatrische aandoening (bijvoorbeeld dementie). Met de oude wet waren niet alle situaties goed gedekt. Kernprincipe van de Wzd is 'Nee, tenzij', de regels gelden niet alleen in zorginstellingen, maar bijvoorbeeld ook in de thuissituatie. Er is een rechterlijke machtiging nodig om onvrijwillige zorg toe te passen.

## Vormen van fixatie

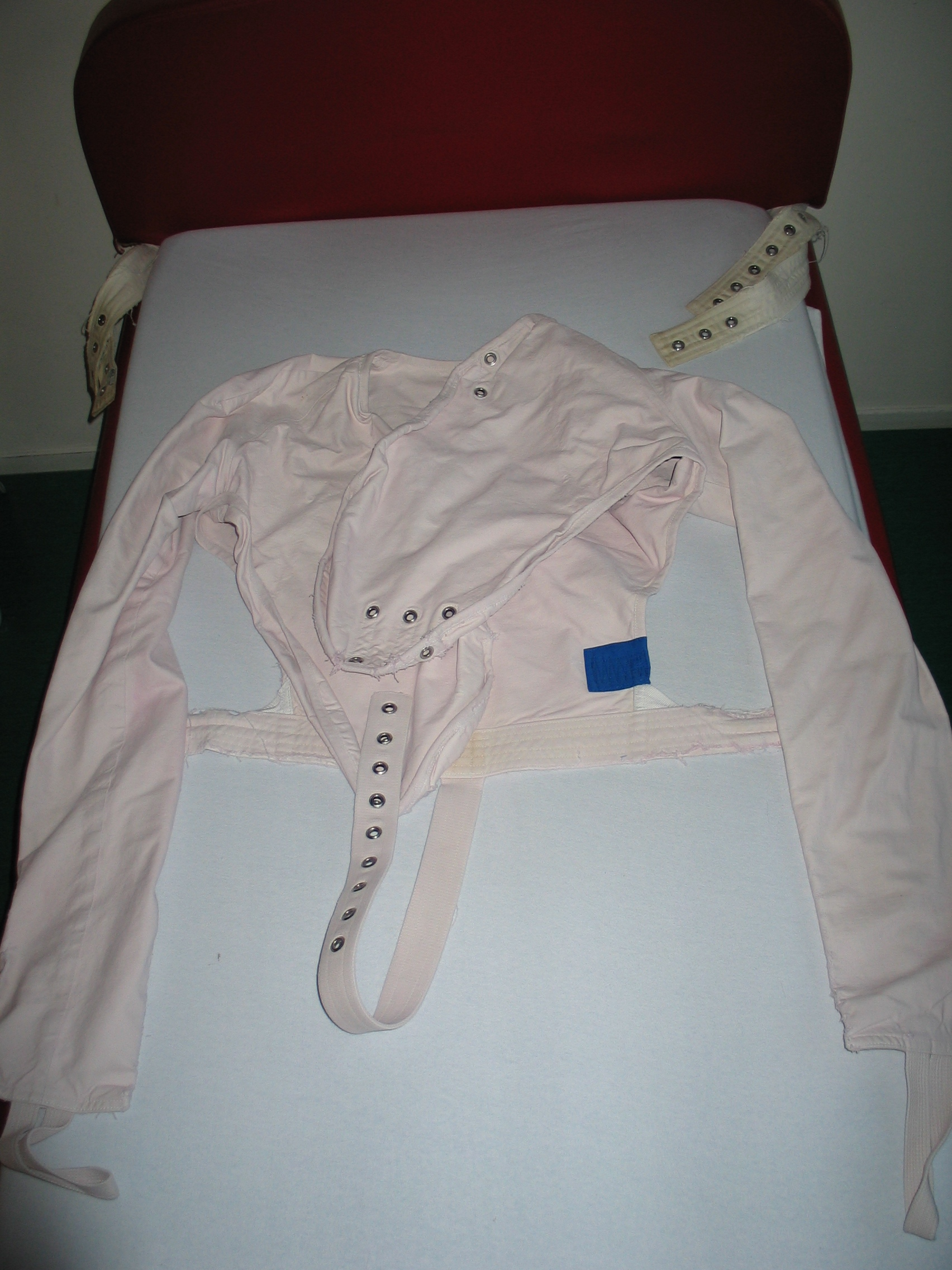
Slingerhes (met staartstuk), in dit geval voor fixatie op bed

Voorbeelden van fixatie zijn het vasthouden of neerdrukken van een zorgvragende (fysiek ingrijpen), het aanleggen van fixatiemateriaal om een persoon in bed of (rol-)
stoel te houden, een rolstoel vastzetten.
Voor langdurige of een steeds herhaalde fixatie bestaat een verscheidenheid aan fixatiematerialen en bewegingsbeperkende methoden en techniek:
- smeerpakken of armkokers
- een Zweedse band of onrustband (buikband)
- polsbanden en enkelbanden
- Zweedse hessen voor het fixeren op een bed
- het gebruik van bedhekken of een tentbed
- tafelblad voor rolstoel
- weghalen van loop- of opsta-hulpmiddel bij bed of stoel als patiënt niet zelfstandig kan lopen
- zorgvragende niet uit bed of rolstoel halen als deze de transfers niet zelf kan doen
- elektronisch waarschuwingssysteem bij beweging

Gebruik van fixatie kan slechts in bijzonder ernstige gevallen plaatsvinden. In het algemeen kan dit gedaan worden als een patiënt een ernstig gevaar of risico vormt voor zichzelf of zijn omgeving.
Dat kan het geval zijn bij:
- automutilatie beperken
- extreme onrust, bijvoorbeeld ook 's nachts niet in bed kunnen blijven
- geneeskundige behandeling mogelijk maken
- destructief gedrag
- agressief gedrag
- suïcidale neigingen
- verhoogd valrisico

Volgens de Wet Bopz mocht een maatregel nooit alléén worden besloten en moet het gebruik van deze maatregelen geregistreerd staan in het zorg- of behandelplan van de cliënt. Wel bestaan er regels om ook in noodgevallen zonder eerdere registratie de materialen te gebruiken. De Wet zorg en dwang (Wzd), die per 1 januari 2020 in werking is heeft als hoofdregel dat de onvrijwillige zorg voor ouderen met dementie en mensen met een verstandelijke beperking niet wordt toegepast tenzij het niet anders kan.

## Negatieve gevolgen
Het gebruik van fixatie kan de volgende negatieve effecten tot gevolg hebben:
- Lichamelijk: immobiliteit, demineralisatie van het bot, diepe trombose, embolie, oedeem, verminderde circulatie, verminderde ademhalingscapaciteit, verminderde conditie, verminderde spiermassa, verlies van balans, contracturen, decubitus, incontinentie van urine en ontlasting, constipatie
- Geestelijk: angst, afweer, vernedering, onbehaaglijk gevoel, desoriëntatie, afwijkend gedrag, verminderd zelfbeeld, verwardheid, agressie, depressie, toename onrust, sociaal isolement

## Nieuwe inzichten
Uit wetenschappelijk onderzoek blijkt dat vrijheidsbeperkende maatregelen vaak niet de juiste oplossing zijn voor de gegeven situatie of zelfs een averechtse werking kunnen hebben. Fixatie om vallen te vermijden, leidt tot vermindering van de spiermassa en verlies aan (romp-)balans, waardoor het valrisico wordt vergroot. Het aan banden leggen van een jeugdige verzorgde om zijn bewegingsdrang onder controle te hebben veroorzaakte weerstand en agressie. De betere oplossing was het opzetten van een dagbestedingsprogramma met voldoende beweging. Bij een dame die regelmatig gilde en daarom werd opgesloten in haar kamer, bleek na observatie dat het om signaalgedrag ging.
De geestelijke gezondheidszorg (GGZ), ouderenzorg en gehandicaptenzorg werken mede daarom aan het terugdringen van vrijheidsbeperking. Veel instellingen stappen over op het gebruik van minder ingrijpende alternatieven die regelmatig beter blijken te werken.